# Галь Гадот
Галь Гадот, або Ґаль Ґадот (івр. גל גדות, англ. Gal Gadot; нар. 30 квітня 1985) — ізраїльська акторка та модель. Найбільш відома ролями у серії фільмів «Форсаж» і кінокоміксах «Бетмен проти Супермена: На зорі справедливості», «Диво-жінка» та «Диво-жінка 1984». Модель й переможниця конкурсу «Міс Ізраїль-2004». Також акторка увійшла до «ТОП 100 найвпливовіших людей у світі» 2018 р. за версією журналу «Тайм».

## Ранні роки
В акторки є коріння з Литви, Словаччини, України, Польщі, Австрії, Білорусі. Дідусь акторки по матері Аврам Вайс народився у місті Мукачево Закарпатської області України (тодішня Чехословаччина), а дідусь по батьку — з Ізраїлю. Її дідусь по матері пережив Голокост і був в'язнем у концентраційному таборі Аушвіц.
Народилася в місті Петах-Тіква (Ізраїль) 30 квітня 1985 року, а росла в місті Рош-га-Аїн. Вона народилася в сім'ї вчительки фізкультури Іріт та інженера Міхаеля. У акторки є молодша сестра Дана.
Завдяки професії матері Ґаль була дуже спортивною дитиною. Вона все дитинство займалась спортом (тенісом, футболом і баскетболом), а з 12 років займалась хіп-хопом, балетом та джазом. Тому вона схилялась до того, щоб пов'язати свою професію із хореографією або спортом і ніколи навіть не мріяла бути акторкою.
У 18 років вона взяла участь у конкурсі «Міс Ізраїль» «заради цікавого досвіду» і перемогла, після чого представляла країну на «Міс Всесвіт-2004» в Еквадорі (проте там вона не увійшла до числа 15-ти фіналісток).
У 20 років Ґаль Ґадот вступила на обов'язкову службу в армію Ізраїлю, де прослужила два роки до звання сержанта. Саме військові знання і вміння володіти зброєю, на думку акторки, стало однією з причин, чому вона отримала роль у фільмі «Форсаж». В армії Ґаль Ґадот була інструкторкою з бойової підготовки і відповідала за фізичну підготовку солдатів. Після служби в армії Ґадот вступила в коледж на курс вивчення права, проте після першого курсу завершила навчання, щоб спробувати себе в акторській професії.

## Кар'єра

### Акторська кар'єра
Першу акторську роль Ґаль Ґадот отримала в короткому ізраїльському серіалі «Bubot» (2 епізоди) у 2008 році. У цьому ж році вона отримала роль у фільмі «Форсаж 4», в якому до того ж самостійно виконувала всі трюки. Згодом Ґаль Ґадот зіграла і в продовженнях фільму — «Форсаж 5» і «Форсаж 6».
Однією з найвідоміших ролей акторки стала роль Диво-жінки у супергеройських фільмах, заснованих на коміксах компанії DC Comics. Перший фільм, де вона зіграла роль Диво-жінки, — «Бетмен проти Супермена: На зорі справедливості». Критики визнали, що персонаж Диво-жінки був найкращим у фільмі. Для цієї ролі акторка брала уроки з фехтування, кунг-фу, кікбоксингу, капоейри і бразильського джіу-джитсу. Крім цього, заради ролі Диво-жінки акторка набрала 7,7 кілограмів м'язової маси.
У 2016 році Ґаль Ґадот з'явилась одразу в трьох фільмах: кримінальному трилері «Три дев'ятки», бойовику «Злочинець» і в одній із головних ролей у шпигунській комедії «Встигнути за Джонсами».
У 2017 році акторка повернулась до супергеройських фільмів і знялась в окремому фільмі про її персонажа «Диво-жінка», який набрав великі касові збори та став успішним. У цьому ж році вийшов другий фільм за участю Ґалі Ґадот у ролі Диво-жінки — «Ліга Справедливості». У 2018 році журнал «Forbes» назвав акторку однією із найбільш оплачуваних (10-те місце в переліку). За зйомки у фільмах вона отримала гонорари у 10 млн доларів.
У 2018 році розпочали знімати другий повнометражний фільм про Диво-жінку — «Диво-жінка 1984», який вийшов на екрани у грудні 2020 року. Під час знімального процесу акторка у супергеройському костюмі відвідувала дитячу лікарню.
У 2020 році Ґадот знову потрапила у перелік найбільш оплачуваних акторок від «Forbes», на цей раз її прибуток за рік склав 31,5 млн доларів (3-тє місце в переліку). 11 жовтня 2020 року було підтверджено, що Ґадот возз’єднається з режисером «Чудо-жінки» Петті Дженкінс про «Клеопатра», епічний фільм про Клеопатру, знятий Paramount Pictures. Пізніше Дженкінс перейшов на продюсування проєкту, режисером якого буде Карі Скогланд. У грудні Ґадот отримала роль у шпигунському трилері «Кам’яне серце».
19 березня 2025 року у Лос-Анджелесі на Алеї слави з’явилося нове ім’я – зірку отримала ізраїльська акторка Галь Гадот.

### Модельна кар'єра
Ґаль Ґадот була головною моделлю десятків рекламних кампаній, зокрема: парфумів від Gucci, колекції одягу Miss Sixty, смартфонів Huawei, рому від Capitan Morgan, бренду окулярів Erroca, ізраїльського бренду одягу Castro.
Також вона знялась у кліпі гурту Maroon 5 на пісню «Girls Like You».

## Особисте життя
Гадот вступила в шлюб з ізраїльським торговцем нерухомістю Яроном Версано 28 вересня 2008 року. У пари є четверо дочок: Алма (2011 р.н.) та Мая (2017 р.н.). У березні 2021 акторка оголосила, що вагітна втретє.. Третя донька Даніелла народилась у червні 2021 року. , а у березні 2024-го – Орі.

## Фільмографія
| Рік  |    | Українська назва                               | Оригінальна назва                  | Роль                  |
| ---- | -- | ---------------------------------------------- | ---------------------------------- | --------------------- |
| 2007 | с  | Лялечки                                        | Bubot                              | Міріам «Меррі» Елкаям |
| 2009 | с  | Красиве життя                                  | The Beautiful Life: TBL            | Олівія                |
| 2009 | с  | Антураж                                        | Entourage                          | Ліза                  |
| 2009 | ф  | Форсаж 4                                       | Fast & Furious                     | Жізель Яшар           |
| 2010 | ф  | Божевільне побачення                           | Date Night                         | Натанія               |
| 2010 | ф  | Лицар дня                                      | Knight and Day                     | Наомі                 |
| 2011 | ф  | Форсаж 5: Пограбування в Ріо                   | Fast Five                          | Жізель Яшар           |
| 2011 | с  | Птах                                           | Asfur                              | Кіка                  |
| 2012 | с  | Дивовижна країна                               | Eretz Nehederet                    | Ґаль Ґадот            |
| 2012 | с  | Катманду                                       | Kathmandu                          | Яміт Барелі           |
| 2013 | ф  | Форсаж 6                                       | Fast & Furious 6                   | Жізель Яшар           |
| 2014 | ф  | Натурал під прикриттям                         | Kicking Out Shoshana               | Міріт Бен Гатучі      |
| 2015 | ф  | Форсаж 7                                       | Fast & Furious 7                   | Жізель Яшар           |
| 2016 | ф  | Три дев'ятки                                   | Triple 9                           | Єлена Власлов         |
| 2016 | ф  | Бетмен проти Супермена: На зорі справедливості | Batman v Superman: Dawn of Justice | Диво-жінка            |
| 2016 | ф  | Злочинець                                      | Criminal                           | Джилл Поуп            |
| 2016 | ф  | Встигнути за Джонсами                          | Keeping Up with the Joneses        | Наталі Джонс          |
| 2017 | с  | Суботнього вечора в прямому ефірі              | Saturday Night Live                | гість                 |
| 2017 | ф  | Диво-жінка                                     | Wonder Woman                       | Диво-жінка            |
| 2017 | ф  | Ліга справедливості                            | The Justice League Part One        | Диво-жінка            |
| 2018 | мф | Ральф-руйнівник 2: Інтернетрі                  | Ralph Breaks the Internet          | Шенк                  |
| 2019 | мф | Lego Фільм 2                                   | The Lego Movie 2: The Second Part  | Диво-жінка            |
| 2020 | ф  | Диво-жінка 1984                                | Wonder Woman 1984                  | Диво-жінка            |
| 2021 | ф  | Ліга справедливості Зака Снайдера              | Zack Snyder's Justice League       | Диво-жінка            |
| 2021 | ф  | Червоне повідомлення                           | Red Notice                         | Сара Блек             |
| 2022 | ф  | Смерть на Нілі                                 | Death on the Nile                  | Ліннет Ріджвей-Дойл   |
| 2023 | ф  | Місія Стоун                                    | Heart of Stone                     | Рейчел Стоун          |
| 2025 | ф  | Білосніжка                                     | Snow White                         | Зла королева          |
|      | ф  | У Дантових руках                               | In the Hand of Dante               | Джульєтта / Джемма    |